# Sulaqa
Sulaqa Mar Shimun (* um 1510 in Mosul; † Januar 1555 bei Amadiya) war ein (Gegen-)Katholikos-Patriarch der  ostsyrischen „Kirche des Ostens“ in Gemeinschaft mit dem Papst in Rom.

## Leben
Sulāqā (Namensbedeutung unklar, Tauf- und Mönchsname unsicher: Yoḥannān ?), Sohn eines Daniel aus der Familie Bellu, Mönch und Vorsteher des Klosters Rabban Hormizd bei Alqosh, ließ sich 1552 von der Opposition gegen den auf dem Wege familieninterner Thronfolge bestellten Mar Shimun VII. Ishō'yahb bar Mamā (1551–1558) zum Katholikos-Patriarchen der „Kirche des Ostens“ wählen. Mit der Wahl des Amtsnamens Shimun reihte er sich in die traditionelle Reihe der ostsyrischen Kirchenoberhäupter ein.
In Ermangelung eines ordinationsbefugten Metropoliten innerhalb seiner Partei wandte Sulaqa sich an den römischen Papst. Über Jerusalem, wo er die Kirchen aller Konfessionen besuchte, reiste er nach Rom. Dort traf er am 18. November 1552 ein und fand bei Ambrosius Theseus und Andreas Masius nötigen sprachlichen Beistand. Papst Julius III. ließ Lage und Person prüfen und ernannte Sulaqa zum „Patriarchen von Mosul“ (nicht einschränkend gemeint, sondern = der „Kirche des Ostens“). Am 9. April 1553 wurde er in der Peterskirche zu Rom durch Kardinal Johannes von Toledo, OP († 15. September 1557), zum Bischof geweiht und empfing am 28. April aus den Händen des Papstes das Pallium. Begleitet vom eigens ernannten „Nuntius für Mosul“, dem Titularbischof Ambrosius Buttigeg, OP († 1558), als Malteser des Arabischen mächtig, reiste Sulaqa auf dem Landweg über Konstantinopel in den Orient zurück und traf am 12. November 1553 in Diyarbakır ein. In den folgenden Monaten erweiterte er seine Obedienz durch Weihe von fünf Bischöfen, darunter Mar ˁAbdīšoˁ für Gazarta und Anfang 1554 Elias b. Asmar Ḥabib für Diyarbakır (Amida). Einer von dessen Nachfolgern, Mar Joseph I., erlangte im folgenden Jahrhundert den Titel eines chaldäischen Patriarchen.
Auf Betreiben seines nicht-katholischen Konkurrenten wurde Sulaqa von den islamischen Behörden verhaftet und im Januar 1555, wohl durch Ertränken, getötet. Bei den Katholiken gilt er als Martyrer.
Sein Nachfolger wurde Mar Abdisho IV. Maron aus Gazarta (1555–1570). Dieser schrieb drei syrische Gedichte über Sulaqa und seine Reise nach Rom (überliefert in den Kodizes Vat. 45 u. 63 sowie Borg. syr. 21).
Sulaqa Mar Shimuns leiblicher Bruder, Mar Joseph Sulaqa, 1554 für Siirt ordiniert, amtierte 1556–1569 als Metropolit der Thomaschristen in Südindien.

## Bedeutung
Sulaqas Bitte um die Ordination in Rom war ohne Vorbild in der Geschichte der Kirche des Ostens. Bereits vor ihm waren freilich 1340 die „Nestorianer“ auf Zypern mit dem römischen Papst in Kommuniongemeinschaft getreten. Sulaqa Mar Shimun selbst sah sich und seine Kirche selbstverständlich als rechtgläubig an und konnte schließlich auch die päpstlichen Behörden von seiner Orthodoxie überzeugen. Kardinal Bernardino Maffei äußerte im Konsistorium vom 20. Februar 1553 vor der Verleihung der Patriarchenwürde an Sulaqa, die Angehörigen der Kirche des Ostens seien „Nestorianer“ nur dem Namen nach, ihr Bekenntnis hingegen völlig rechtgläubig.
Längerfristig schuf Sulaqas aus Verlegenheit geborene Teilunion die Voraussetzung für Begründung und Entwicklung der Chaldäisch-Katholischen Kirche. Die mit Sulaqa Mar Shimun eröffnete jüngere Linie ostsyrischer Katholikoi-Patriarchen (mit dem Amtsnamen Mar Shimun) stellt in heutiger Zeit, allerdings unter Verlust der Bindung an Rom, das Oberhaupt der nicht-katholischen Assyrischen Kirche des Ostens, derzeit Mar Awa III. (geb. David Royel) als Nachfolger von Gewargis III.